# Тормак (Тимиш)
Тормак (рум. Tormac) насеље је у Румунији у округу Тимиш у општини Тормак. Oпштина се налази на надморској висини од 139 m.

## Историја
По "Румунској енциклопедији" место се први пут помиње 1780. године. Тада је основан Тормак, током треће колонизације Немаца.Први назив дали су му насељници - Ритберг, по аустријском генералу. Између 1790-1794. године одселио се део станвништва Немаца, а истовремено доселили Мађари - 78 породица.

## Становништво
Према подацима из 2002. године у насељу је живело 2737 становника.

### Попис2002.
| Расподела становништва по националности 2002.‍ | Расподела становништва по националности 2002.‍ | Расподела становништва по националности 2002.‍ | Расподела становништва по националности 2002.‍ | Расподела становништва по националности 2002.‍ |
| --------------------------------------------- | --------------------------------------------- | --------------------------------------------- | --------------------------------------------- | --------------------------------------------- |
|                                               |                                               |                                               |                                               |                                               |
| Румуни                                        | Румуни                                        |                                               | 1.480                                         | 54,1%                                         |
| Мађари                                        | Мађари                                        |                                               | 1.158                                         | 42,3%                                         |
| Роми                                          | Роми                                          |                                               | 13                                            | 0,5%                                          |
| Украјинци                                     | Украјинци                                     |                                               | 9                                             | 0,3%                                          |
| Немци                                         | Немци                                         |                                               | 8                                             | 0,3%                                          |
| Срби                                          | Срби                                          |                                               | 4                                             | 0,1%                                          |
| Словаци                                       | Словаци                                       |                                               | 63                                            | 2,3%                                          |

### Хронологија
| Година       | 1992 | 1993 | 1994 | 1995 | 1996 | 1997 | 1998 | 1999 | 2000 | 2001 | 2002 | 2003 | 2004 | 2005 | 2006 | 2007 | 2008 | 2009 | 2010 | 2011 | 2012 | 2013 | 2014 | 2015 | 2016 | 2017 |
| ------------ | ---- | ---- | ---- | ---- | ---- | ---- | ---- | ---- | ---- | ---- | ---- | ---- | ---- | ---- | ---- | ---- | ---- | ---- | ---- | ---- | ---- | ---- | ---- | ---- | ---- | ---- |
| Становништво | 2897 | 2890 | 2898 | 2895 | 2847 | 2822 | 2813 | 2827 | 2809 | 2796 | 2781 | 2779 | 2781 | 2804 | 2789 | 2743 | 2767 | 2781 | 2809 | 2831 | 2823 | 2850 | 2867 | 2857 | 2837 | 2819 |